# 高庆宇
高庆宇（1965年12月—），安徽砀山人，中国矿业大学教授，英国皇家化学会会士。

## 生平
1986年、1989年和1996年分别于安徽师范大学、大连理工大学和南开大学获学士、硕士和博士学位。后赴美国斯坦福大学、美国密苏里大学、加拿大温莎大学、美国布兰迪斯大学、美国波士顿大学访问研究。1998年入职中国矿业大学，现任中国矿业大学化工学院二级教授、博士生导师。

## 学术贡献
主要从事物理化学和应用化学领域研究工作。主持国家自然科学基金项目等课题十余项。在PNAS、Chemical Science等期刊发表论文120余篇，出版教材5部，获授权发明专利4项。先后入选教育部优秀青年教师培养计划、教育部新世纪人才培养计划、江苏省“333新世纪人才工程”培养对象、江苏省“六大行业人才高峰”等。